# Dio vi salvi Regina
Le Dio vi salvi Regina était l'hymne national de la République corse, ainsi que du premier et  second royaume de Corse, adopté lors de la consulte de Corte en 1735. Bien que n'étant pas en langue corse, ce cantique en italien reste l'« hymne corse » à l'ère contemporaine ; il est traditionnellement chanté lors de nombreuses cérémonies religieuses, publiques ou familiales en Corse, sans nécessairement de connotations religieuses.
Notons qu'il n'existe aucune archive attestant de ce choix d'un hymne à cette époque.

## Histoire
Il s'agit d'un chant religieux dédié à la Vierge Marie créé en Italie par saint François de Geronimo vers 1675, inspiré du Salve Regina médiéval encore chanté de nos jours entre autres dans les monastères. En 1681, l'œuvre fut imprimée dans la Dottrina cristiana spiegata in versi (« La doctrine chrétienne expliquée en vers »), puis par l'archevêque de Gênes, Giambattista Spinola en 1704 dans son Sommario della Dottrina cristiana.  
Cette hymne est un exemple rare de chant religieux devenu emblème national.
Il se diffuse dans toute l’Italie, avant de tomber dans l’oubli en dehors de la Corse, où il parvient dans les années 1730. Il devient le chant de ralliement des insurgés en 1735, lorsque la consulta de Corte rompt avec Gênes et proclame la souveraineté de la Corse : les nationaux corses se placent en effet sous la protection de la Vierge Marie,. Il devient l'hymne national de la Corse en 1762.
Dans cette version, un couplet ultime est ajouté, écrit directement en langue corse ; il fait référence à la victoire sur les ennemis de la Corse et par là signifie la nouvelle fonction de ce texte.

## Usage contemporain
Le Dio vi salvi Regina connaît un regain de faveur dans la culture corse dans les années 1970. 
Cet hymne est joué à chaque fois que la sélection corse de football (non affiliée à la Fédération internationale de football association, [FIFA]) participe à une manifestation sportive internationale ou que les matchs du SC Bastia et de l'AC Ajaccio ont lieu à domicile le 8 décembre, jour de l'Immaculée Conception et anciennement de fête nationale en Corse. Il est pratiquement toujours chanté à la fin de toutes les cérémonies religieuses, et interprété en polyphonie traditionnelle corse (paghjella) à trois voix, de deux manières différentes sans que la voix principale ne change, une manière plutôt guerrière, l'autre plutôt religieuse. Le plus souvent ne sont chantés que les premier, deuxième et dernier couplets. 
Il est également utilisé à l'ouverture de certaines sessions de l'Assemblée de Corse.

## Paroles
| Paroles d'origine | Traduction en corse | Traduction en français |
| --- | --- | --- |
| Dio vi salvi, Regina Italien Dio vi salvi, Regina E Madre universale, Per cui favor si sale Al paradiso. Per cui favor si sale Al paradiso. Voi siete gioia e riso Di tutti i sconsolati, Di tutti i tribolati Unica speme. Di tutti i tribolati Unica speme. A voi sospira e geme Il nostro afflitto cuore In un mar di dolore E d'amarezza. In un mar di dolore E d'amarezza. Maria, mar di dolcezza, I vostri occhi pietosi, Materni ed amorosi, A noi volgete. Materni ed amorosi, A noi volgete. Noi miseri accogliete Nel vostro santo velo. Il vostro figlio in cielo, A noi mostrate. Il vostro figlio in cielo, A noi mostrate. Gradite ed ascoltate, O Vergine Maria, Dolce, clemente e pia, Gli affetti nostri. Dolce, clemente e pia, Gli affetti nostri. Voi dei nemici nostri, A noi date vittoria E poi l'eterna gloria In paradiso. E poi l'eterna gloria In paradiso. | Dìu vi salvi, Regina Corse Dìu vi salvi, Regina È Matre universale, Per qual favor si sallì À u paradisu. Per qual favor si sallì À u paradisu. Voi site gioia è risu Di tutti i scunsulati, Di tutti i tribulati L'ùnica speme. Di tutti i tribulati L'ùnica speme. À voi suspira è geme Lu nostru afflittu core In un mar di dulore È d'amarezza. In un mar di dulore È d'amarezza. Marìa, mar di dulcezza, Li vostri ochji pietosi, Materni ed amurosi, À noi vulghjite. Materni ed amurosi, À noi vulghjite. Noi mìseri accuglite Ind'u vostru santu velu. Lu vostru figliu in celu, À noi mustrate. Lu vostru figliu in celu, À noi mustrate. Gradite ed ascultate, O Vèrghjina Marìa, Dolce, clemente è pìa, L'affetti nostri. Dolce, clemente è pìa, L'affetti nostri. Voi dai nemici nostri, À noi date vittoria È poi l'eterna gloria In paradisu. È poi l'eterna gloria In paradisu. | Que Dieu vous garde Reine Français Que Dieu vous garde, Reine Et Mère universelle Par qui on s'élève Jusqu'au paradis. Par qui on s'élève Jusqu'au paradis. Vous êtes la joie et le rire De tous les attristés, De tous les tourmentés L'unique espérance. De tous les tourmentés L'unique espérance. Vers vous soupire et gémit Notre cœur affligé Dans une mer de douleur Et d'amertume. Dans une mer de douleur Et d'amertume. Marie, mer de douceur, Vos yeux pieux, Maternels et aimants, Tournez-les vers nous. Maternels et aimants, Tournez-les vers nous. Nous, malheureux, accueillez-nous En votre saint voile. Votre fils au ciel, Montrez-le nous. Votre fils au ciel, Montrez-le nous. Acceptez et écoutez, Ô Vierge Marie, Douce, clémente et pieuse, Nos marques d'affection. Douce, clémente et pieuse, Nos marques d'affection. Sur nos ennemis, Donnez-nous la victoire Et l'éternelle gloire Au paradis. Et l'éternelle gloire Au paradis. |

## Sources
- Hymne corse, sur Lexilogos